# Tervel Dlagnev
Tervel Ivaylov Dlagnev (bułg. Тервел Длагнев; ur. 19 listopada 1985) – amerykański zapaśnik w stylu wolnym bułgarskiego pochodzenia. Dwukrotny olimpijczyk. Brązowy medalista z Londynu w 2012 w wadze 120 kg i piąty w Rio de Janeiro 2016 w kategorii 125 kg.
Brązowy medalista mistrzostw świata z 2009 i 2014. Złoto igrzysk panamerykańskich z 2011 i mistrzostwa w 2010 i 2012. Pierwszy w Pucharze Świata w 2010, 2012; drugi w 2013 i 2015, a trzeci w 2014. Uniwersytecki mistrz świata w 2008 roku. W młodości zawodnik University of Nebraska at Kearney.